# All-Star Game de la NBA 1978
El 28º All-Star Game de la NBA de la historia se disputó el 5 de febrero de 1978 en el Omni Coliseum de la ciudad de Atlanta, Georgia. El equipo de la Conferencia Este estuvo dirigido por Billy Cunningham, entrenador de Philadelphia 76ers y el de la Conferencia Oeste por Jack Ramsay, de Portland Trail Blazers. La victoria correspondió al equipo del Este, por 133-125, siendo elegido MVP del All-Star Game de la NBA el escolta de los Buffalo Braves Randy Smith, al conseguir 27 puntos, 7 rebotes y 6 asistencias, en un partido en el que anotó sobre la bocina en el primer y segundo cuarto, además de anotar 8 puntos consecutivos en el último que fueron fundamentales para la victoria de su equipo. Consiguió también un dudoso récord, ya que al descanso ya tenía acumuladas cinco faltas personales. Otros dos récords del partido los consiguió Julius Erving, al lanzar 11 tiros libres en un cuarto, y anotar 9 de ellos. Para John Havlicek fue el último de sus 13 All-Stars, al que acudió sustituyendo por lesión a Pete Maravich. Por el equipo perdedor, destacaron David Thompson y Paul Westphal, que anotaron 22 y 20 puntos respectivamente.
Fue el último All-Star para dos futuros miembros del Basketball Hall of Fame, Bob McAdoo y Bill Walton.

## Estadísticas

### Conferencia Oeste
| CONFERENCIA OESTE        |     |     |     |     |     |     |     |     |
| Jugador, Equipo          | MIN | TCA | TCI | TLA | TLI | REB | AST | PTS |
| Rick Barry, Golden State | 30  | 7   | 17  | 1   | 1   | 4   | 5   | 15  |
| Maurice Lucas, Portland  | 33  | 6   | 13  | 0   | 0   | 13  | 4   | 12  |
| Bill Walton, Portland    | 31  | 6   | 14  | 3   | 3   | 10  | 2   | 15  |
| David Thompson, Denver   | 35  | 10  | 16  | 2   | 4   | 3   | 3   | 22  |
| Paul Westphal, Phoenix   | 24  | 9   | 14  | 2   | 5   | 0   | 5   | 20  |
| Walter Davis, Phoenix    | 15  | 3   | 6   | 4   | 4   | 1   | 6   | 10  |
| Artis Gilmore, Chicago   | 13  | 2   | 4   | 6   | 8   | 2   | 0   | 10  |
| Lionel Hollins, Portland | 23  | 3   | 8   | 4   | 5   | 0   | 8   | 10  |
| Bobby Jones, Denver      | 18  | 1   | 3   | 0   | 0   | 6   | 2   | 2   |
| Brian Winters, Milwaukee | 14  | 4   | 7   | 0   | 0   | 4   | 1   | 8   |
| Bob Lanier, Detroit      | 4   | 0   | 0   | 1   | 2   | 2   | 0   | 1   |
| Totales                  | 240 | 51  | 102 | 23  | 32  | 45  | 36  | 125 |

MIN: Minutos. TCA: Tiros de campo anotados. TCI: Tiros de campo intentados. TLA: Tiros libres anotados. TLI: Tiros libres intentados. REB: Rebotes. AST: Asistencias. PTS: Puntos

### Conferencia Este
| CONFERENCIA ESTE            |                                        |                                        |                                        |                                        |                                        |                                        |                                        |                                        |
| Jugador, Equipo             | MIN                                    | TCA                                    | TCI                                    | TLA                                    | TLI                                    | REB                                    | AST                                    | PTS                                    |
| Julius Erving, Philadelphia | 27                                     | 3                                      | 14                                     | 10                                     | 12                                     | 8                                      | 3                                      | 16                                     |
| Larry Kenon, San Antonio    | 20                                     | 8                                      | 15                                     | 0                                      | 0                                      | 4                                      | 0                                      | 16                                     |
| Dave Cowens, Boston         | 28                                     | 7                                      | 9                                      | 0                                      | 0                                      | 14                                     | 5                                      | 14                                     |
| George Gervin, San Antonio  | 18                                     | 4                                      | 11                                     | 1                                      | 3                                      | 2                                      | 1                                      | 9                                      |
| John Havlicek, Boston       | 22                                     | 5                                      | 8                                      | 0                                      | 0                                      | 3                                      | 1                                      | 10                                     |
| Doug Collins, Philadelphia  | 27                                     | 3                                      | 8                                      | 8                                      | 11                                     | 5                                      | 8                                      | 14                                     |
| Truck Robinson, New Orleans | 24                                     | 3                                      | 7                                      | 1                                      | 2                                      | 6                                      | 1                                      | 7                                      |
| Bob McAdoo, New York        | 20                                     | 7                                      | 14                                     | 0                                      | 0                                      | 4                                      | 0                                      | 14                                     |
| Randy Smith, Buffalo        | 29                                     | 11                                     | 14                                     | 5                                      | 6                                      | 7                                      | 6                                      | 27                                     |
| Elvin Hayes, Washington     | 11                                     | 1                                      | 7                                      | 0                                      | 0                                      | 4                                      | 0                                      | 2                                      |
| Moses Malone, Houston       | 14                                     | 1                                      | 1                                      | 2                                      | 4                                      | 4                                      | 1                                      | 4                                      |
| Pete Maravich, New Orleans  | Seleccionado, pero no jugó por lesión. | Seleccionado, pero no jugó por lesión. | Seleccionado, pero no jugó por lesión. | Seleccionado, pero no jugó por lesión. | Seleccionado, pero no jugó por lesión. | Seleccionado, pero no jugó por lesión. | Seleccionado, pero no jugó por lesión. | Seleccionado, pero no jugó por lesión. |
| Totales                     | 240                                    | 53                                     | 108                                    | 27                                     | 38                                     | 61                                     | 26                                     | 133                                    |

MIN: Minutos. TCA: Tiros de campo anotados. TCI: Tiros de campo intentados. TLA: Tiros libres anotados. TLI: Tiros libres intentados. REB: Rebotes. AST: Asistencias. PTS: Puntos